# Wat Pha Luang Ta Bua Yanasampanno

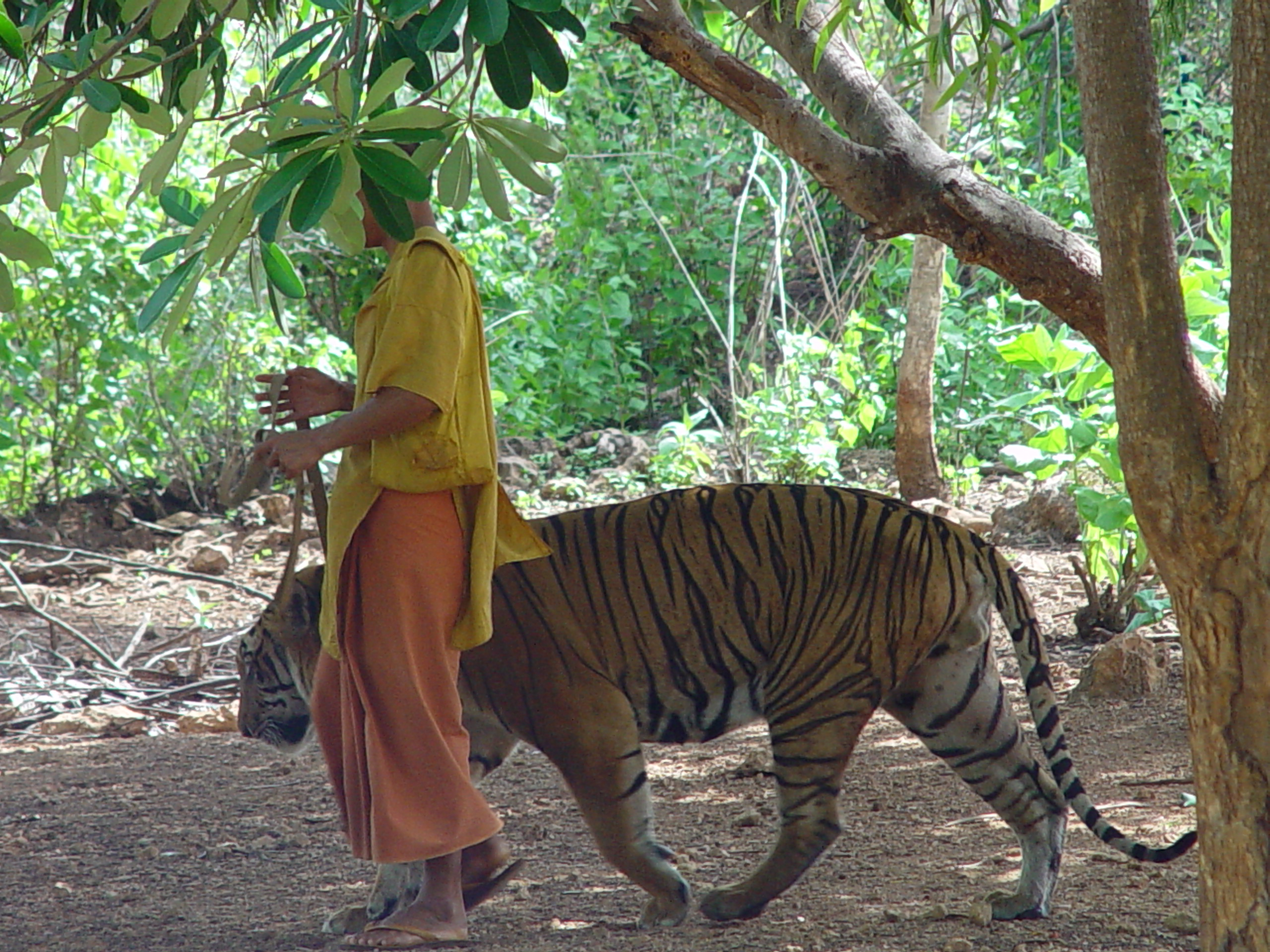
Munk som går med tiger i koppel.

Tigertemplet, eller Wat Pha Luang Ta Bua Yanasampanno, var ett theravada-buddhisttempel i Sai Yok-distriktet i thailändska Kanchanaburi-provinsen i väster om landet. Det grundades 1994 som ett skogtempel och en fristad för vilda djur, bland dem tigrar. Turister har betalat inträde för att besöka templet. 
Templet har länge anklagats av djurrättsaktivister för att ha misskött tigrarna av kommersiella skäl och för handel med djur, men efter att myndigheter utrett frågan 2015 avslogs anklagelserna. Vid tillslaget fanns däremot att 38 skyddade fåglar hölls på tempelområdet olovligen.
I maj 2016 började Thailand Wildlife Conservation Office (WCO) att fånga och flytta tigrarna med avsikt att stänga anläggningen. Myndigheterna räknade 137 tigrar i lokalerna och de frysta kropparna av 40 ungar, några av dem döda i mer än fem år.

## Bildgalleri

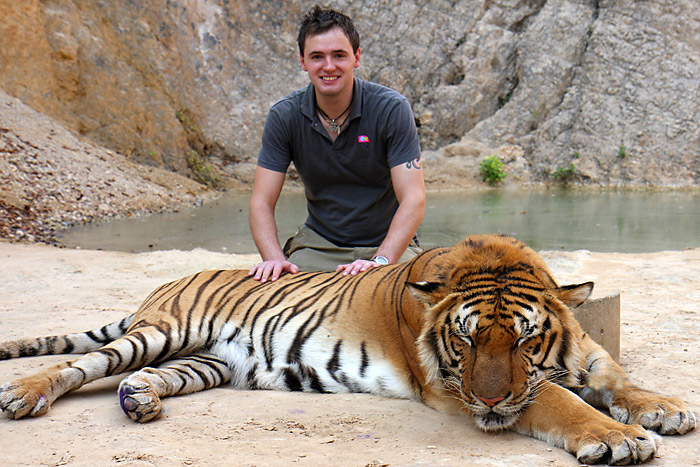
Besökare kan ta ett foto med en vuxen tiger eller en liten unge.